# Максвелл, Роберт, 1-й граф Нитсдейл
Роберт Максвелл, 1-й граф Нитсдейл (англ. Robert Maxwell, 1st Earl of Nithsdale; после 1586 — май 1646) — шотландский дворянин. Он сменил своего старшего брата Джона Максвелла на посту 10-го лорда Максвелла в 1613 году и был назначен 1-м графом Нитсдейлом  в 1620 году. Шотландский генерал на датско-норвежской службе во время Тридцатилетней войны. Верный сторонник Карла I и известный католик, он потерял свои титулы и поместья в 1645 году и умер на острове Мэн в 1646 году.

## Биография
Благородный дом Максвеллов владел замком Керлаверок близ Дамфриса с XIII века и к середине XVI века был самой могущественной семьей на юго-западе Шотландии. Роберт Максвелл был вторым сыном Джона Максвелла, 8-го лорда Максвелла (1553—1593) и его жены Элизабет Дуглас (ум. 1637), дочери 7-го графа Ангуса. Джон Максвелл был убит в Драй-Сэндс, близ Локерби, во время вражды с Джонстонами из Аннандейла. Его старший сын Джон Максвелл, 9-й лорд Максвелл, продолжил вражду и был казнен в 1613 году за убийство в отместку сэра Джеймса Джонстона. Его земли и титулы были конфискованы, но в 1617 году они были возвращены Роберту Максвеллу парламентом Шотландии.
В октябре 1617 года король Яков Стюарт дал Максвеллу 2000 фунтов стерлингов чтобы помочь его «бедственному поместью». В июле 1619 года Роберт Максвелл был назначен в Тайный совет Шотландии. 28 октября 1619 года он женился на Элизабет Бомонт, дочери сэра Фрэнсиса Бомонта и кузине Джорджа Вильерса, 1-го герцога Бекингема. Бекингем был главным фаворитом короля Якова I, и эта семейная связь, возможно, способствовала прогрессу Максвелла . 29 августа 1620 года король Яков I Стюарт сделал Роберта Максвелла 1-м графом Нитсдейлом. Это создание считалось подтверждением графства Мортон, которым был пожалован его отец в 1581 году, но впоследствии титул был возвращен семье Дугласов. В следующем году семейные земли были возвращены ему по хартии . Однако споры о прецедентности продолжались, и обладатели графств, выданных после 1581 года, настаивали на приоритете перед Нитсдейлом, и в ноябре 1620 года это помешало делам Тайного совета.
Вскоре после этого Роберт Максвелл начал работу над строительным проектом в замке Керлаверок, создав особняк эпохи Возрождения в стенах средневекового замка. Известный как Nithsdale Lodging, он был описан как один из «самых амбициозных домов ранней классической архитектуры в Шотландии». Завершенный в 1634 году фасад украшен резными изображениями его герба (двуглавый орел) и герба (олень). Его первоначальное содержимое было подробно описано в описи, составленной после осады, включая гостиную для леди Нитсдейл, обставленную серебряной тканью.
К 1623 году у него снова возникли проблемы с деньгами, и он написал виконту Аннанду, что его разозлил ложный слух о том, что он и его жена неминуемо «собираются» в Лондон, где её расходы и траты будут напрасными, wasturrie ". Он настаивал на том, что леди Нитсдейл не будет явиться в суд в будущем, если только по просьбе герцога Бекингема. Нитсдейл пытался занять деньги у ювелира Джорджа Хериота, который не хотел давать ссуды. Нитсдейл подумал, что неуверенность в испанском матче привела к тому, что в Шотландии не зарекомендовали себя, и написал: «Скудность этой земли такова. Боже, пошли принца и милорда герцога домой». В мае 1624 года он приехал в Лондон и осталась в Денмарк-хаусе, резиденции Анны Датской, и получила от короля разрешение на поездку за границу, в то время как леди Нитсдейл осталась в Керлаверок со своими детьми.

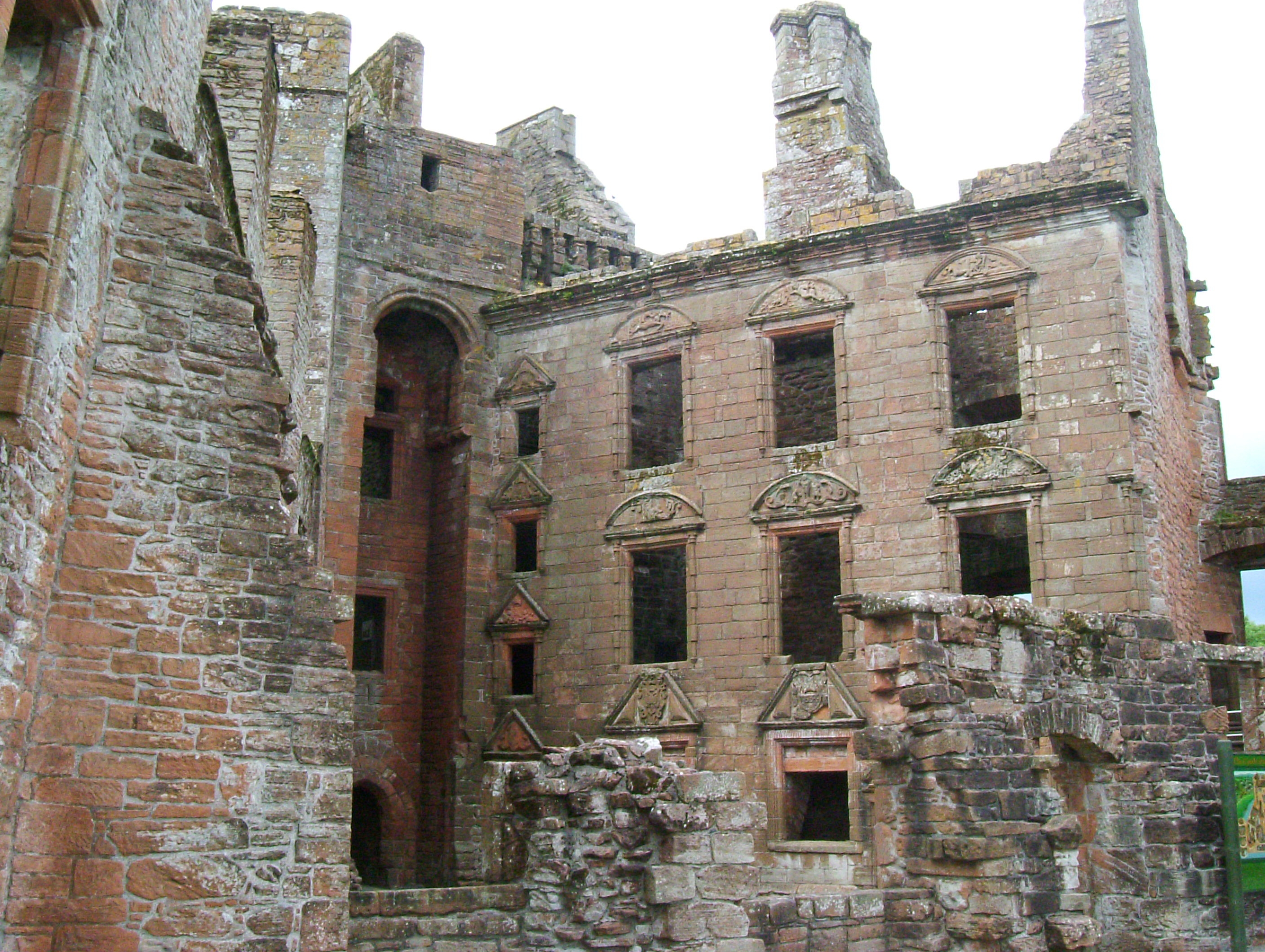
Классический фасад отеля Нитсдейл, расположенного в замке Керлаверок

Граф Нитсдейл присутствовал на похоронах короля Якова I, и после восшествия на престол Карла I в 1625 году он оказался его верным сторонником. Он был избран генералом шотландской армии, призванным воевать в Дании во время Тридцатилетней войны. Его непоколебимый католицизм был упомянут в его патенте на продвижение королю Дании Кристиану IV как не представляющий проблемы. Однако его коллеги-шотландские полковники не согласились, в частности Александр Линдси, лорд Спайни. В результате шотландцы служили в отдельных бригадах в составе датско-норвежской армии. Будучи католиком, он был естественным союзником своего собственного короля Карла I против пресвитерианских шотландцев. Когда Карл попытался навязать англиканский молитвенник в Шотландии в июле 1637 года, вспыхнули беспорядки, приведшие к подписанию Национального пакта. Граф Нитсдейл был в Керлавероке в августе 1637 года и написал сэру Ричарду Грэму о собаках для охоты и разведения.
Отношения между Карлом и шотландцами ещё больше ухудшились до начала Епископских войн в 1639-1640 годах, одной из причин Войн трёх королевств. Несмотря на свою лояльность, Карл Стюарт покинул Нитсдейла, чтобы позаботиться о себе в марте 1640 года, пообещав ему помощь, когда это станет возможным . Он оказался в осаде в Керлавероке армией ковенантов во главе с подполковником Джоном Хоумом. Нитсдейл с гарнизоном в 200 человек продержался 13 недель, прежде чем сдаться.
В 1644 году он участвовал в обороне Ньюкасла-на-Тайне, который противостоял парламенту в течение семи месяцев во время осады Ньюкасла, и был одним из «несгибаемых», которые укрылись в замке, когда город пал. Они сдались через несколько дней, пообещав пощаду, которую сдержали. В 1645 году его земли и титулы были объявлены конфискованными, и он бежал на остров Мэн, где и умер в следующем году.
У лорда Нитсдейла и его жены Элизабет было трое детей:
- Роберт Максвелл, 2-й граф Нитсдейл (1 сентября 1620 — 5 октября 1667), восстановлен в графстве в 1647 году, не женат, бездетен, ему наследовал его троюродный брат Джон Максвелл, 3-й граф Нитсдейл[нем.]
- Жан Максвелл (умер в 1649 году), служивший во время Тридцатилетней войны офицером на юго-западе Германии. Он был упомянут в 1634 году в крепости Хоэнурах близ города Урах (сегодня Бад-Урах), не женат, бездетен.
- Элизабет Максвелл (умерла молодой).